# 古屋太朗
古屋太朗（ふるや たろう、1980年9月17日 - ）は、日本の俳優、舞台プロデューサー。北区AKT STAGE所属。劇団土下座主宰。神奈川県鎌倉市出身

## 舞台
- 劇団土下座全公演
- 101匹萌えタン（2006年）
- 飛龍伝2010〜ラストプリンセス〜（2010年）
- 熱海殺人事件〜友よ、いま君は風に吹かれて（2011年）
- 結婚クリスマス（2011年）
- てんいちっ！（2012年）
- サムライ・ホット・スクール（2012年）
- 知恵と希望と極悪キノコ（2013年）
- 飛龍伝2014〜鬼才つかこうへいが遺した者たち〜（2014年7月-8月）
- 熱海殺人事件（2015年）
- 二等兵物語（2015年）

## 映画
- 哭きの竜（2012年）

## テレビドラマ
- 山田孝之の東京都北区赤羽（2015年）

## CM
- からだすこやか茶W（2016年2月-）※web限定

## 制作
- 北区つかこうへい劇団解散公演（2011年）
- 北区AKT STAGE旗揚げ公演（2012年）
- 劇団アイドルリーグ（2014年）
- 「せんせい」（2014年）
- 「広島に原爆を落とす日」（2015年）
- 「瀬戸の花嫁」（2015年）
- 石原プロモーション初舞台「希望のホシ」（2015年）